# Burg Kittenberg
Die Burg Kittenberg ist heute der Rest einer Gipfelburg auf dem 422 Meter hohen Kittenberg bei der Gemeinde Gleisweiler im Landkreis Südliche Weinstraße in Rheinland-Pfalz.
Bei der Burg handelte es sich um eine frühmittelalterliche Abschnittsbefestigung (Wallburg) mit einer Walllänge von 193 Metern. Von der ehemaligen Burganlage, von deren Geschichte nichts bekannt ist, sind noch Graben- und Wallreste erhalten. 